# Аркиано
Аркиано (итал.  Archiano) — бурный водоток в восточной части итальянской области Тоскана.

## Описание
Длина водотока — 20 км. Он берёт начало недалеко от селения Бадия-Праталья в Апеннинском хребте и является важнейшим притоком реки Арно в регионе Казентино, в которую он впадает недалеко от селения Биббьена.